# Gare de Bousbecque
La gare de Bousbecque, dite aussi station, est une ancienne gare ferroviaire française de la ligne de tramway Armentières - Halluin de la société des Chemins de fer économiques du Nord (CEN). Elle était située, rue de Wervicq, sur le territoire de la commune de Bousbecque, dans le département du Nord.
Mise en service en 1897, elle est fermée en 1935 puis détruite en 1937.

## Situation ferroviaire
| Infrastructure |                                                               |
|                | Dépôt, installation technique ou voyageurs (stations, gares). |
|                | Emprise en site indépendant.                                  |
|                | Emprise en tunnel.                                            |
|                | Pont en site indépendant.                                     |
|                | Voie de service ou de fret.                                   |

La gare de Bousbecque est située sur la ligne de tramway Armentières - Halluin entre les arrêts Bousbecque Chemin des Vaches et Halluin Le Malplaquet.

## Histoire
La gare de Bousbecque est mise en service en 15 mars 1897 lors de l'ouverture de la section de Frelinghien à Halluin de la ligne de tramway à écartement métrique d'Armentières à Halluin de la société des Chemins de fer économiques du Nord.
La gare est déclassée comme la ligne le 31 mars 1932.

## Patrimoine ferroviaire
La gare est détruite le 9 juin 1937,.